# Ischiopsopha carminatra
Ischiopsopha carminatra är en skalbaggsart som beskrevs av Devecis 2008. Ischiopsopha carminatra ingår i släktet Ischiopsopha och familjen Cetoniidae. Inga underarter finns listade i Catalogue of Life.